# Tervalampi (sjö i Vichtis, Nyland)
Tervalampi är en sjö i kommunen Vichtis i landskapet Nyland i Finland. Sjön ligger 48,3 meter över havet. Arean är 41 hektar och strandlinjen är 3,48 kilometer lång. Sjön  ingår i Sjundeå å huvudavrinningsområde.   Den ligger omkring 33 km nordväst om Helsingfors. 